# Doftanagevangenis

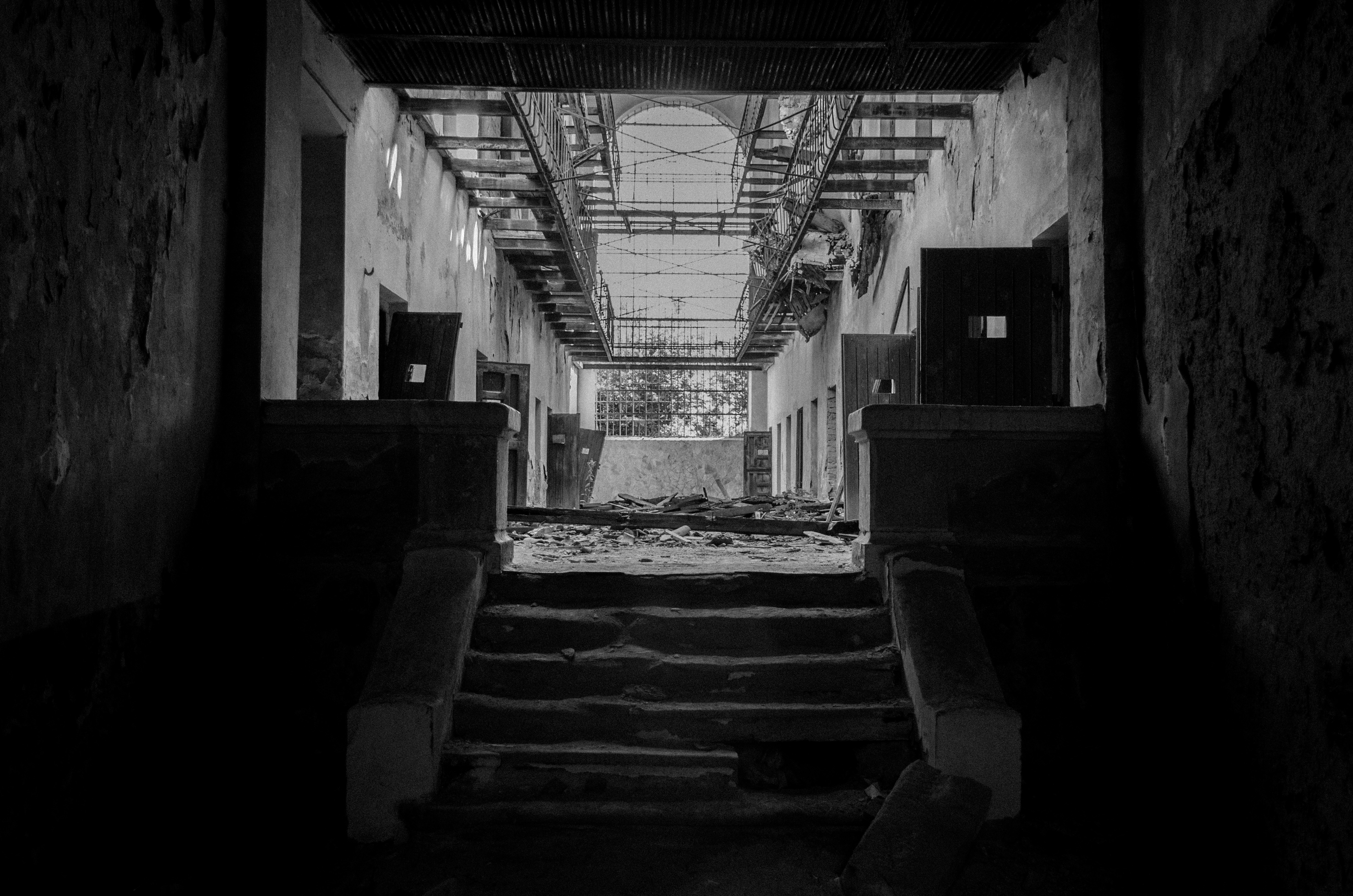
Interieur van Doftana

De Doftanagevangenis is een Roemeense gevangenis die in de jaren 30 werd gebruikt om politieke gevangenen vast te houden.
Het gebouw werd in 1895 opgetrokken en de bouw ervan hield verband met de mijnbouw in de streek. Het is gesitueerd nabij een dorp met dezelfde naam, in de gemeente Telega. Vanaf 1921 werd het gebruikt voor het opsluiten van politieke tegenstanders. Tijdens het communistische regime werd het omgezet in een museum, dat wegens gebrek aan fondsen is opgeheven.

## Bekende ex-gevangenen
- Gheorghe Apostol
- Nicolae Ceaușescu
- Gheorghe Gheorghiu-Dej
- Max Goldstein